# Duckmaus (Wuppertal)
Duckmaus ist eine Ortslage im Norden der bergischen Großstadt Wuppertal.

## Lage und Beschreibung
Die Ortslage befindet sich in der Mitte des Wohnquartiers Uellendahl-West im Stadtbezirk Uellendahl-Katernberg auf einer Höhe von 271 Metern über Normalnull. Die Ortslage liegt am Ende eines von der Kohlstraße abzweigenden Stichwegs. 
Benachbarte Ortslagen, Hofschaften und Wohnplätze sind Am Gebrannten, In der Kiepe, An der Schockel, Norkshäuschen, Röttgen, Am Lübertshäuschen, Auf der Nüll, Am Brucher Häuschen, In den Siepen, An der Lanter, An der Roster, Schneis, Bratwurst und Kempers Häuschen.
Die Hofstelle ist als eigenständige Ortslage nicht mehr wahrnehmbar, da die Hofgebäude abgetragen wurden und heute überbaut und Teil der geschlossenen Wohnbebauung Uellendahls sind.

## Etymologie und Geschichte
Im 19. Jahrhundert gehörte Duckmaus zur Mirker Rotte der Oberbürgermeisterei Elberfeld. Der Ort ist auf der Topographischen Aufnahme der Rheinlande von 1824 als Tukhaus eingezeichnet, auf der Preußischen Uraufnahme von 1843 als Dukmaus.
1815/16 werden 39 Einwohner gezählt. Der laut der Statistik und Topographie des Regierungsbezirks Düsseldorf 1832 als Ackergut und Handwerkerwohnung kategorisierte Ort wurde als an d. Duckmaus bezeichnet und besaß zu dieser Zeit drei Wohnhäuser und vier landwirtschaftliche Gebäude. Zu dieser Zeit lebten 39 Einwohner im Ort, alle evangelischen Glaubens.
Westlich von Duckmaus verlief ein Kohlenweg von Sprockhövel nach Elberfeld (hier die aufgrund dessen so benannte heutige Kohlstraße) vorbei, auf dem im ausgehenden 18. Jahrhundert und in der ersten Hälfte des 19. Jahrhunderts Steinkohle von den Zechen im südlichen Ruhrgebiet zu den Fabriken im Wuppertal transportiert wurde, das in dieser Zeit das industrielle Herz der Region war.
Die Hofstelle ist auf Messtischblättern bis Ende des 20. Jahrhunderts eingezeichnet.